# Ольшовский, Стефан
Сте́фан Ми́хал Ольшо́вский (пол. Stefan Michał Olszowski; 28 августа 1931, Торунь — 19 декабря 2023) — польский осударственный и политический деятель, член Политбюро и секретарь ЦК ПОРП, дважды занимал пост министра иностранных дел ПНР.

## Сталинистская карьера
Родился в семье школьных учителей, Стефана и Леокадии Ольшовских. Окончил филологический факультет Лодзинского университета. В 1952 вступил в правящую ПОРП. Сделал аппаратную карьеру в Союзе польской молодёжи (аналог комсомола). В 1956–1960 – председатель Высшего совета Союза польских студентов. Представлял студенческую ассоциацию ПНР в Международном союзе студентов.
В марте1960 – 1963 – секретарь Познанского воеводского комитета ПОРП. В 1963 возглавил пресс-службу ЦК ПОРП. Находясь на этом посту, принадлежал к группе сторонников лидера ортодоксального крыла польских коммунистов Мечислава Мочара,. В июне 1964 избран в члены ЦК ПОРП. С 16 ноября 1968 – секретарь ЦК ПОРП. Курировал идеологию и пропаганду, отличался ортодоксальными позициями в духе «партизанской фракции». Был депутатом сейма ПНР нескольких созывов в 1969–1980 годах.
Был одним из организаторов антисемитской кампании лидера ПОРП Владислава Гомулки в 1968 году, участвовал в кадровых чистках СМИ, способствовал многочисленным увольнениям журналистов еврейской национальности. Впоследствии, уже в эмиграции, оправдывал свои действия невозможностью противостоять Гомулке и Мочару и возлагал ответственность за антисемитизм политики ПОРП того периода на органы госбезопасности.

## Работа в партийном руководстве
В декабре 1970 Стефан Ольшовский был кооптирован в состав политбюро ЦК и таким образом стал членом высшего партийного руководства. Курировал идеологию, СМИ, образование. Его приход в политбюро хронологически совпал с декабрьскими событиями – силовым подавлением рабочих протестов на Балтийском побережье.
Отстранение Гомулки от власти не отразилось на аппаратных позициях Ольшовского. При новом главе партии Эдварде Гереке он был выведен из секретариата ЦК, но оставался членом политбюро и в 1971–1976 занимал пост министра иностранных дел ПНР. Во главе польской дипломатии строго следовал в русле внешней политики СССР. Однако в 1973 он посетил с официальным визитом Ватикан, став первым государственным деятелем ПНР, вошедшим в контакт со Святым Престолом. Уделял также большое внимание отношениям с ГДР и ФРГ – обеспечению незыблемости границы по Одеру–Нейсе, налаживанию экономических связей в интересах ПНР. Добивался от социал-либерального правительства Брандта—Шееля денежных компенсаций полякам за преследования во времена немецкой оккупации. В декабре 1976 оставил министерский пост, но вновь стал секретарём ЦК.
Ортодоксальный коммунист Ольшовский не скрывал недовольства чрезмерным «либерализмом» Герека и позволял себе негативные оценки политики первого секретаря ЦК даже в контактах с представителями КПСС. Считался закулисным вдохновителем антигерековского «Письма 2000» в 1977, нашумевшего выступления Тадеуша Грабского с критикой первого секретаря на пленуме ЦК ПОРП в 1978, ортодоксально-идеологизированного «Письма 44-х» в 1979. Всё это привело к серьёзному конфликту с Гереком. В феврале он был понижен в должности и отправлен послом в ГДР. Гораздо более жёсткий коммунистический режим СЕПГ вполне соответствовал представлениям посла ПНР об оптимальной политике.

## Возвращение в руководство
В августе 1980 Польшу охватило массовое забастовочное движение. На волне кадровых изменений в руководстве С. Ольшовский вновь был введён в политбюро и секретариат ЦК ПОРП, получил от Э. Герека предложение возглавить Совет министров, но отказался. Руководил партийным идеологическим и пропагандистским аппаратом. Способствовал отстранению Герека и замену его на Станислава Каню на пленуме ЦК 6 сентября 1980. Воспринимался в обществе как один из высших партийно-государственных руководителей, упоминался в одном ряду с Каней и Войцехом Ярузельским. Московским покровителем Ольшовского считался министр иностранных дел СССР А. А. Громыко.
Настаивал на силовом подавлении действий «Солидарности», причислялся к догматическому «партийному бетону» и «польской банде четырёх» – группе особо активных ортодоксов, наряду с Тадеушем Грабским, Анджеем Жабиньским и Здзиславом Куровским. Если Грабский воспринимался в обществе как политический лидер и главное публичное лицо «бетона», то Ольшовский – как идеолог и закулисный стратег.
После Быдгощского кризиса и общенациональной забастовки 27 марта 1981 предложил ввести совместное военно-милицейское патрулирование польских городов, что означало привлечение армии к подавлению оппозиционных выступлений. Покровительствовал ортодоксальным и национал-коммунистическим организациям «партийного бетона» – KFP, RSK, KZMP, “Варшаве 80”, объединению «Грюнвальд» и стержневой структуре партийного догматизма – ассоциации «Реальность». Много лет поддерживал личные дружеские отношения с основателем «Реальности» Рышардом Гонтажем, «серым кардиналом „бетона“».

Партийный куратор госбезопасности Мирослав Милевский и секретарь по идеологии Стефан Ольшовский требовали ввести военное положение уже 8 ноября 1980-го. Их поддерживал куратор региональных парткомов Тадеуш Грабский – любимец Брежнева и Андропова. Ему подпевал заведующий партконтролем Владислав Кручек.

В то же время Ольшовский – в отличие от Грабского – проявил способность к политическому маневрированию. На июньском пленуме ЦК ПОРП он воздержался от поддержки Грабского в резкой критике первого секретаря  ЦК С. Кани, что позволило ему сохранить место в партийном руководстве на IX съезде ПОРП в июле 1981 года (тогда как Грабский, Жабиньский и Куровский не были избраны в ЦК). Интересно, что Ю. В. Андропов конфиденциально высказывал опасения, не имеет ли Ольшовский затаённых прозападных симпатий (в 1981 году такое мнение казалось несообразным, но пять лет спустя подтвердилось вполне). При всей жёсткости своей позиции, в сентябре 1981 Ольшовский выступил по телевидению с призывом создать «единый фронт патриотических сил», включающий «Солидарность». Однако речь при этом шла не о сотрудничестве с оппозицией, а о «прекращении войны против власти, объединении сил социалистического порядка».
На октябрьском пленуме ЦК ПОРП 18 октября 1981 полностью поддержал отставку Кани и утверждение на посту первого секретаря ЦК генерала Войцеха Ярузельского. В 1981–1983 годах был членом президиума Национального комитета Фронта народного единства.
Был одним из авторов решения о введении военного положения в стране 13 декабря 1981. Не состоял в Военном совете национального спасения, но оставался членом политбюро и секретарём ЦК, вновь возглавил МИД ПНР, а главное – причислялся к узкому кругу высшего руководства страны, который неофициально именовался «Директорией». Оставался ортодоксально-коммунистическим проводником жёсткого курса и после отмены военного положения.
В 1983 организовал в государственных СМИ нападки на Папу Римского Иоанна Павла II, посетившего Польшу (приезд Папы привёл к массовым демонстрациям объективно антикоммунистического и антиправительственного характера). При этом два года спустя в качестве министра вновь посетил Ватикан и провёл церемониальную встречу с Иоанном Павлом II. В 1983 году избран в президиум Национального совета Общества польско-советской дружбы. 
В партийно-государственном руководстве, наряду с М. Милевским, С. Кочёлеком и А. Сиваком, придерживался наиболее догматических позиций, добивался преследований оппозиции и костёла, возражал против послаблений в отношении частного сектора. Фигура Ольшовского использовалась генералом Ярузельским для поддержания своеобразного баланса сил, собственного позиционирования в качестве лидера умеренных взглядов  и соответствующих намёков в адрес оппозиции:

Пытаясь получить поддержку, Ярузельский подмаргивает, указывая на Милевского или Ольшовского («они бы вам показали!»).

К середине 1980-х догматизм Ольшовского вошёл в противоречие с политическим курсом Ярузельского. В партийно-государственном руководстве доминировала «центристская» группа во главе с самим Ярузельским, генералом Ч. Кищаком, К. Барциковским, М. Раковским. Позиции «бетона», олицетворяемого прежде всего Ольшовским и Милевским, заметно ослабли. Рубежным событием стало убийство Ежи Попелушко. Это преступление послужило Ярузельскому поводом для окончательного устранения внутрипартийных конкурентов-ортодоксов, сначала М. Милевского, а затем и С. Ольшовского. 

## Эпатажная отставка
В 1985 развёлся с супругой для женитьбы на американской журналистке польского происхождения Софи Скоурон. Это было использовано Ярузельским для отстранения Ольшовского. В ноябре 1985 Ольшовский «по личным причинам» был освобождён от обязанностей члена политбюро, а на X съезде в июне-июле 1986 не был избран в ЦК. Последним действием Ольшовского как главы МИД ПНР стало трудоустройство новой жены в аппарат ЮНЕСКО.
Явно надвигавшиеся перемены в Польше, враждебность высшего партийно-государственного руководства, потеря советского покровительства после замены главы МИД СССР Андрея Громыко на Эдуарда Шеварднадзе побудили его к нестандартному решению. Он постарался придать своей отставке эпатажную форму: афишировал связь с американкой ещё до формального развода с первой женой, провоцировал соответствующие инстанции к оргвыводам. Когда он изъявил намерение эмигрировать, министр внутренних дел генерал Ч. Кищак распорядился немедленно завизировать все формальности, не требуя полного соблюдения процедуры – лишь бы скорее решить вопрос, избежав публичного скандала.
В 1986 женился, покинул Польшу и отбыл на постоянное жительство в США. Такой шаг одного из партийных лидеров, отличавшегося особой идеологической ортодоксией, произвёл в ПОРП и КПСС шокирующее впечатление. Партийные руководители были даже оскорблены демонстративно пренебрежительным поведением недавнего члена политбюро.

## Эмиграция и кончина
Со второй женой и сыном проживал в Нью-Йорке, в 2007 году вместе с женой и сыном Николаем переехал в Истпорт, Лонг-Айленд. Он быстро получил грин-карту, по оценкам наблюдателей, пользовался защитой властей США. Пытался заниматься автодилерским бизнесом, но быстро оставил это, сосредоточившись на домохозяйстве и семье. 
Поначалу избегал публичности, но постепенно начал общаться с прессой. В 2008 польские журналисты Анджей Мрозиньский и Богдан Рупиньский издали книгу How are you doing, Mr. Olszowski, которая содержит автобиографический рассказ Ольшовского.

Он был выдающимся польским политиком просоветской жесткой линии, который помог подавить движение «Солидарность». Сегодня Стефан Ольшовский живёт в Риго-Парке, Куинс. В августе 1986 года господин Ольшовский приехал в Соединённые Штаты, идеологию которых он когда-то горячо презирал. Он сделал это ради любви.

Скончался С. Ольшовский в возрасте 92 лет и был похоронен на родине, в Варшаве на воинском кладбище в Повонзках. В комментариях отмечалось, что его смерть стала символическим завершением истории ПНР – не стало последнего из бывших высших государственных руководителей.
Он мог бы считаться знаковым представителем консервативно-партийной бюрократии, типичным «паном Шматяком» (собирательный образ номенклатурного функционера ПОРП). Однако его разрыв с режимом, совершённый по личным причинам (Ольшовский предпочёл эмиграцию обычной «пенсионной опале»), косвенно свидетельствует, что в важных решениях он руководствовался не только идеологическими и партийно-карьерными соображениями.

## В современном кино
Фигурирует как персонаж в фильме Чёрный четверг — Czarny czwartek (его роль исполнил Славомир Ожеховский).